# Associação Portuguesa de Gestão de Riscos e Seguros
A APOGERIS  (sigla para Associação Portuguesa de Gestão de Riscos e Seguros) é uma associação sem fins lucrativos, destinada a promover a disciplina do Risk Management em Portugal. Foi criada em 2002 e tem a sua sede no Porto.
Esta organização faz parte da FERMA (Federation of European Risk Management Associations), a federação européia de associações congéneres.